# 1996年の宝塚歌劇公演一覧
本項目では、1996年の宝塚歌劇公演一覧（1996ねんのたからづかかげきこうえんいちらん）について示す。

## 宝塚大劇場公演
（）内は、作者または演出者名。参考資料は90年史。

### 花組
- 1月1日 - 2月12日
  - 『花は花なり』（植田紳爾）
  - 『ハイペリオン』（中村暁）

### 雪組
- 2月16日 - 3月25日
  - 『エリザベート<愛と死の輪舞>』（小池修一郎　潤色・演出）

### 月組
- 3月29日 - 5月6日
  - 『CAN-CAN』（谷正純　脚色・演出）
  - 『マンハッタン不夜城』（草野旦）

### 星組
- 5月10日 - 6月17日
  - 『二人だけが悪』（正塚晴彦）
  - 『パッション・ブルー』（三木章雄）

### 花組
- 6月21日 - 8月5日
  - 『ハウ・トゥー・サクシード』（酒井澄夫　脚色・演出）

### 雪組
- 8月9日 - 9月16日
  - 『虹のナターシャ』（植田紳爾　脚本、植田紳爾・谷正純　演出）
  - 『La Jeunesse!』（岡田敬二）

### 月組
- 9月20日 - 11月4日
  - 『チェーザレ・ボルジア』（柴田侑宏）
  - 『プレスティージュ』（中村一徳）

### 星組
- 11月8日 - 12月16日
  - 『エリザベート<愛と死の輪舞>』（小池修一郎　潤色・演出）

### 月組
- 12月20日 - 1997年2月2日
  - 『バロンの末裔』（正塚晴彦）
  - 『グランド・ベル・フォリー』（酒井澄夫）

## 東京宝塚劇場公演
（）内は、作者または演出者名。参考資料は90年史。

### 星組
- 3月4日 - 3月31日
  - 『剣と恋と虹と』（太田哲則　脚本・演出）
  - 『ジュビレーション』（石田昌也）

### 花組
- 4月4日 - 4月30日
  - 『花は花なり』（植田紳爾）
  - 『ハイペリオン』（中村暁）

### 雪組
- 6月3日 - 6月30日
  - 『エリザベート<愛と死の輪舞>』（小池修一郎　潤色・演出）

### 月組
- 7月4日 - 7月30日
  - 『CAN-CAN』（谷正純　脚色・演出）
  - 『マンハッタン不夜城』（草野旦）

### 星組
- 8月3日 - 8月29日
  - 『二人だけが悪』（正塚晴彦）
  - 『パッション・ブルー』（三木章雄）

### 花組
- 11月2日 - 11月28日
  - 『ハウ・トゥー・サクシード』（酒井澄夫　脚色・演出）

### 雪組
- 12月2日 - 12月26日
  - 『虹のナターシャ』（植田紳爾　脚本、植田紳爾・谷正純　演出）
  - 『La Jeunesse!』（岡田敬二）

## 宝塚バウホール公演
（）内は、作者または演出者名。参考資料は90年史。

### 星組
- 1月2日 - 1月15日
  - 『黄色いハンカチ』（草野旦　脚色・演出）

### 月組
- 1月21日 - 2月5日
  - 『訪問者』（柴田侑宏）

### 花組
- 3月2日 - 3月15日
  - 『HURRICANE』（木村信司）

### 雪組
- 4月21日 - 5月6日
  - 『アリスの招待状』（太田哲則）

### 月組
- 6月1日 - 6月15日
  - 『銀ちゃんの恋』（石田昌也　潤色・演出）

### 星組
- 9月19日 - 9月30日
  - 『ドリアン・グレイの肖像』（中村暁　脚本・演出）

### 雪組
- 10月12日 - 10月26日
  - 『アナジ』（谷正純）

- 11月2日 - 11月12日
  - 『晴れた日に永遠が見える』（村上信夫　潤色・演出・訳詞）

### 花組
- 12月23日 - 12月28日
  - 『香港夜想曲』（中村一徳）

## その他の日本公演
（）内は、作者または演出者名。参考資料は90年史。

### 星組・特別
- 1月31日 - 2月6日　東京・日本青年館
  - 『殉情』（石田昌也　脚本・演出）

### 月組
- 2月1日 - 2月14日　中日劇場
  - 『ME AND MY GIRL』（小原弘稔、三木章雄　脚本・演出）

### 月組・特別
- 2月9日 - 2月13日　東京・日本青年館
  - 『訪問者』（柴田侑宏）

### 雪組
- 4月13日 - 5月5日　広島、浜松、市川、相模大野、仙台、高松、福岡
  - 『あかねさす紫の花』（柴田侑宏）
  - 『マ・ベル・エトワール』（村上信夫）

### 月組・特別
- 5月25日 - 6月3日　東京・日本青年館
  - 『結末のかなた』（木村信司　脚本・演出）

- 6月7日 - 6月9日　愛知厚生年金会館
  - 『結末のかなた』（木村信司　脚本・演出）

### 星組
- 6月29日 - 7月12日　半田、相模原、市川、青森、盛岡、帯広、旭川、札幌
  - 『剣と恋と虹と』（太田哲則　脚本・演出）
  - 『ジュビレーション!』（石田昌也）

### 月組・特別
- 8月7日 - 8月14日　東京・日本青年館
  - 『銀ちゃんの恋』（石田昌也　潤色・演出）

### 花組
- 9月14日 - 10月6日　市川、川口、静岡、仙台、宇都宮、呉、広島、鹿児島、福岡
  - 『エデンの東』（谷正純　脚本・演出）
  - 『ダンディズム!』（岡田敬二）

### 花組・特別
- 9月21日 - 9月30日　東京・日本青年館
  - 『HURRICANE』（木村信司）

- 10月4日 - 10月6日　愛知厚生年金会館
  - 『HURRICANE』（木村信司）

### 雪組・特別
- 10月31日 - 11月7日　東京・日本青年館
  - 『アナジ』（谷正純）

### 花組
- 12月23日 - 12月29日　大阪・シアター・ドラマシティ
  - 『RYOMA』（石田昌也）

## 催し物
参考資料は90年史。

### '96TCAスペシャル
- 5月17日 - 5月18日　宝塚大劇場
  - 『メロディーズ・アンド・メモリーズ』（構成・演出：岡田敬二・村上信夫・三木章雄・中村暁・谷正純）

### 『モン・パリ』誕生記念日特別追加公演
- 9月1日　宝塚大劇場
  - 『レビュー記念日』（構成・演出：岡田敬二）

### 第37回宝塚舞踊会
- 10月4日　宝塚大劇場
- 指導：花柳禄春・花柳禄寿重・藤間勘寿郎・藤間勘二郎
- 構成：植田紳爾